# Pentabromoetano
El pentabromoetano es un halogenuro de alquilo con fórmula molecular C2HBr5.